# Србија на Европском првенству у атлетици за млађе сениоре 2015.
Србија је учествовала на 10. Европском првенству за млађе сениоре 2015. одржаном у Талину, Естонија, од 9. до 12. јула. Репрезентацију Србије на њеном петом учешћу на европским првенствима за млађе сениоре од 2006. године од када Србија учествује самостално под овим именом, представљало је 6 спортиста (2 мушкарца и 4 жене), који су се такмичили у 6 дисциплина (2 мушке и 4 женске).
На овом првенству такмичари Србије освојили су једну златну медаљу и то Амела Терзић у трци на 1.500 метара. Истовремено она је оборила и национални рекорд.

## Учесници
| Мушкарци: - Никола Бурсаћ — 1.500 м - Дино Додиг — Десетобој | Жене: - Милана Тирнанић — 100 м - Амела Терзић — 1.500 м - Сара Саватовић — Бацање кладива - Марија Вученовић — Бацање копља |  |

## Освајачи медаља (1)

### Злато (1)
- Амела Терзић — 1.500 м

## Резултати

### Мушкарци
| Атлетичар     | Дисциплина | Лични рекорд | Група      | Група      | Полуфинале | Полуфинале | Финале   | Финале  | Детаљи |
| Атлетичар     | Дисциплина | Лични рекорд | Резултат   | Место      | Резултат   | Место      | Резултат | Место   | Детаљи |
| ------------- | ---------- | ------------ | ---------- | ---------- | ---------- | ---------- | -------- | ------- | ------ |
| Никола Бурсаћ | 1.500 м    | 3:42,21      | 3:45,80 кв | 5. у гр. 2 |            |            | 3:49,00  | 12 / 23 |        |

#### десетобој
| Дисциплина   | Дино Додиг | Дино Додиг | Дино Додиг | Дино Додиг | Дино Додиг | Дино Додиг |
| Дисциплина   | Лич. рек.  | Резултат   | Бод.       | Плас.      | Укупно     | Плас.      |
| ------------ | ---------- | ---------- | ---------- | ---------- | ---------- | ---------- |
| 100 м        |            | 11,17      |            |            |            |            |
| Скок удаљ    |            | БП         |            |            |            |            |
| Бацање кугле |            |            |            |            |            |            |
| Скок увис    |            |            |            |            |            |            |
| 400 м        |            |            |            |            |            |            |
| 110 препоне  |            |            |            |            |            |            |
| Бацање диска |            |            |            |            |            |            |
| Скок мотком  |            |            |            |            |            |            |
| Бацање копља |            |            |            |            |            |            |
| 1.500 м      |            |            |            |            |            |            |
| Укупно       | 7.454      |            |            |            |            | НЗ         |

### Жене
| Атлетичарка      | Дисциплина     | Лични рекорд | Група    | Група       | Полуфинале            | Полуфинале            | Финале                | Финале  | Детаљи |
| Атлетичарка      | Дисциплина     | Лични рекорд | Резултат | Место       | Резултат              | Место                 | Резултат              | Место   | Детаљи |
| ---------------- | -------------- | ------------ | -------- | ----------- | --------------------- | --------------------- | --------------------- | ------- | ------ |
| Милана Тирнанић  | 100 м          | 11,70        | 11,94    | 6. у гр. 1  | Није се квалификовала | Није се квалификовала | Није се квалификовала | 17 / 23 |        |
| Амела Терзић     | 1.500 м        | 4:05,69 НР   |          |             |                       |                       | 4:04,77 НР, ЛР        |         |        |
| Сара Саватовић   | бацање кладива | 66,41        | 58,38    | 11. у гр. Б |                       |                       | Није се квалификовала | 21 / 26 |        |
| Марија Вученовић | бацање копља   | 57,12        | 50,99 кв | 5. у гр. Б  | 53,82 ЛРС             | 7 / 23 (24)           |                       |         |        |